# 陳樹楷
陳樹楷（？—？），顺天府大兴县人，清末政治人物，民国初年曾在天津创办法官律师讲习所。

## 生平
陳樹楷是清朝拔贡。毕业于日本法政大学。清朝末年，出任顺直谘议局议员、资政院议员。

## 著作
- 陈树楷，周易补注，天津：环球印务局，1934年